# Шаси (Шер)
Шаси (фр. Chassy) насеље је и општина у централној Француској у региону Центар (регион), у департману Шер која припада префектури Бурж.
По подацима из 2011. године у општини је живело 254 становника, а густина насељености је износила 14,3 становника/km². Општина се простире на површини од 17,76 km². Налази се на средњој надморској висини од 200 метара (максималној 252 m, а минималној 175 m).

## Демографија
| 1962. | 1968. | 1975. | 1982. | 1990. | 1999. | 2011. |
| ----- | ----- | ----- | ----- | ----- | ----- | ----- |
| 266   | 316   | 278   | 231   | 203   | 229   | 254   |

График промене броја становника у току последњих година